# Holocentropus atratus
Holocentropus atratus là một loài Trichoptera hóa thạch trong họ Polycentropodidae.